# Franz Rogowski
Franz Rogowski (febrero nacido 2, 1986) es un actor y bailarín alemán.

## Vida y carrera

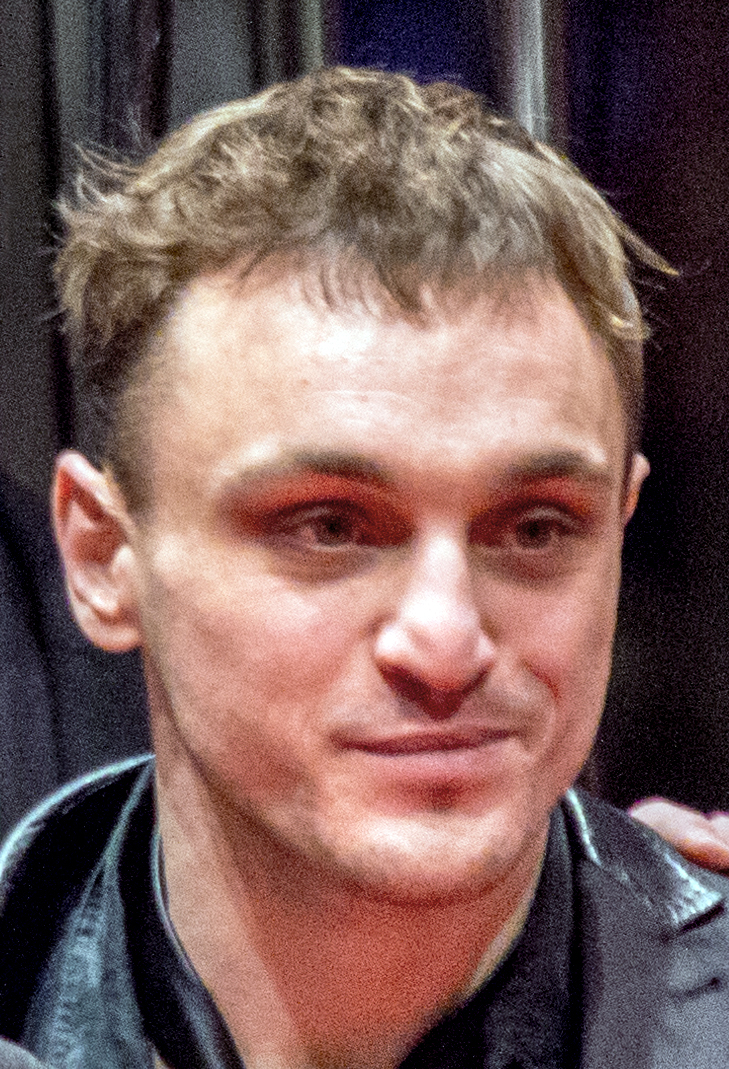
Franz Rogowski en la Berlinale de 2015

Franz Rogowski nació en 1986 en Friburgo de Brisgovia, Alemania. Se dio a conocer con la película  Victoria, de 2015. El thriller obtuvo el Oso de plata por su contribución artística excepcional a la cinematografía, así como el Deutscher Filmpreis en seis categorías. Desde 2015, Franz Rogowski es miembro del Teatro de Cámara de Múnich. En 2017, Rogowski apareció en la película francesa Happy End, dirigida por Michael Haneke.

## Filmografía
- 2011: Frontalwatte
- 2013: Love Steaks
- 2014: Polizeiruf 110: Hexenjagd (película de televisión)
- 2015: Victoria
- 2015: Besuch für Emma (película de televisión)
- 2017: Figaros Wölfe
- 2017: Fikkefuchs
- 2017: Tiger Girl
- 2017: Happy End
- 2018: En tránsito
- 2018: Lux – Krieger des Lichts
- 2018: In den Gängen
- 2018: Radegund
- 2021: Great Freedom (Gran libertad)
- 2021: Freaks Out (Película italiana)
- 2023: Pasajes. Película francesa, dirigida por Ira Sachs
- 2023  "Disco Boy". Coproducción Francia-Italia-Polonia-Bélgica

## Premios
- 2013: Förderpreis Neues Deutsches Kino para Love Steaks.
- 2018: Shooting Stars Award en el Festival de Cine de Berlín.
- 2018: German Film Award como Mejor actor por In the Aisles.
- 2021: Mejor actor por "Great Freedom" en el Festival de Sevilla.